# 雇用のセーフティネット
雇用のセーフティネット（こようのセーフティネット）とは、安心で安定した労働市場を形成し、失業者の生活を保障するための、雇用に関する社会的制度のことである。

## 日本における制度

### 公共職業安定所
太平洋戦争直後は、大量の失業者の発生や労働市場の混乱が社会問題となり、雇用のセーフティネットが求められた。1947年（昭和22年）には、労働条件に関する最低限のルールとしての労働基準法、および、労働力の充足と職業の安定を図る職業安定法、並びに、失業者の生活安定のための保険制度として失業保険法が制定された。職業安定法に基づき、公共職業安定所が整備され、失業保険の事務も担当する。
一方、1953年（昭和28年）には、「ILO88号条約」（職業安定組織の構成に関する条約）に批准した。
以上のように、公共職業安定所は、雇用のセーフティネットとしての役割を担っている。

### 雇用保険
1975年（昭和50年）4月1日、失業保険法の廃止に伴い、雇用保険法が施行された。雇用保険では、失業の予防、雇用状態の是正及び雇用機会の増大、労働者の能力の開発及び向上その他労働者の福祉の増進を図ることを目的として、失業等給付および二事業（「雇用安定事業」および「能力開発事業」）が実施される。
2007年（平成19年）4月10日の参議院厚生労働委員会における「雇用保険法等の一部を改正する法律案に対する付帯決議」では、雇用保険がセーフティネットとしての機能を十分に果たすように万全を期すとの決議が明記された。

### 職業訓練
雇用保険法第63条では、能力開発事業として職業訓練が規定されている。日本労働組合総連合会は、2008年（平成20年）12月3日付の資料「雇用・能力開発機構に関する意見」において、雇用のセーフティネットとしての職業訓練（特に離職者訓練）は、国の責務であると述べている。また、2007年（平成19年）12月24日の閣議決定「独立行政法人整理合理化計画」においては、職業能力開発施設の設置・運営業務を雇用のセーフティネットとして位置付けている。

### 職業訓練期間中の生活保障給付
雇用保険失業等給付の受給資格のない者でかつ職業訓練期間中の者は、条件により訓練期間中の生活資金の給付を受けることができる。これは「訓練期間中の生活保障給付制度」と呼ばれ、平成20年度第一次補正予算により創設された。「生活対策」および「生活防衛のための緊急対策」に基づいて、従来からある旧技能者育成資金制度（旧独立行政法人雇用・能力開発機構が運営）を活用して2008年（平成20年）11月から実施されていた。数回の制度変更を経て、2009年（平成21年）5月11日以降は、以下の内容になった（2009年（平成21年）5月14日現在）。
雇用保険等の受給資格がなく、所得が200万円以下で離職者訓練を受講する者が対象となる。毎月の貸付額は、扶養家族がある場合は120,000円、ない場合は100,000円（条件、希望により46,200円）である。貸付を受けた者が主たる生計者で、適切に訓練を受けた者（出席率8割以上、かつ、訓練の評価が一定以上）であれば、貸付額の全て（訓練修了後に就職した者）、あるいは約8割（求職活動をした者）の返還が免除される。また、対象者には、年収200万円（貸付額を除く）までのアルバイトが認められる。

### 緊急人材育成支援事業
2009年（平成21年）7月末より、雇用保険を受給できない方のためのセーフティネットとして、受講料無料で職業訓練が受けられ、かつ、一定の条件を満たせば訓練期間中の生活費の給付を受けられる事業である。この事業は、国の平成21年度補正予算による「緊急人材育成・就職支援基金」により実施される。本制度のもとで、雇用保険を受給できない方への職業訓練（「基金訓練」という）と生活保障のための給付制度（「訓練・生活支援給付金」という）、融資制度（「訓練・生活支援資金融資」という）が創設された。基金訓練は、2011年（平成23年）9月開講分をもって終了した。

### 求職者支援制度
「職業訓練の実施等による特定求職者の就職の支援に関する法律」に基づき、2011年10月1日にスタートした。雇用保険を受給できない失業者を対象とし、無料の職業訓練（「求職者支援訓練」という）を実施し、本人の収入等の一定の条件を満たす場合は給付金（「職業訓練受講手当」という）として月額10万円が支給され、ハローワークにおける就職支援を実施することにより、安定した就職を実現するための制度である。